# Dinosaurier erobern die Welt
Dinosaurier erobern die Welt (im englischen Original When Dinosaurs Roamed America) ist eine Naturdokumentation des Discovery Channel, welche 2001 erschienen ist. Thema der Dokumentation sind die Dinosaurier, die im Mesozoikum in Amerika lebten.
Ähnlich wie bei der späteren Dokumentation Die letzten Jahre der Dinosaurier wird die Geschichte stellenweise unterbrochen, um die wissenschaftlichen Hintergründe der Geschichten genauer zu erläutern. Erstmals wurde die Dokumentation am 15. Juli 2001 auf dem Discovery Channel ausgestrahlt. Deutsche Erstausstrahlung war am 30. Mai 2002, unter dem deutschen Titel „Saurier hautnah“, in zwei Teile auf RTL. zu sehen. Auf der deutschen Blu-ray Disc und DVD erschien die Doku unter dem Titel „Giganten der Urzeit – Saurier hautnah“ 2011, von KSM, zusammen mit der Dokumentation „Im Tal des Tyrannen – Neues vom T. Rex“. In dieser Dokumentation waren erstmals gefiederte Dinosaurier zu sehen. Bei dieser Dokumentation handelt es sich ebenfalls um einen Trickfilm, in dem computeranimierte Elemente in reale Landschaftsaufnahmen eingefügt worden sind. Am Ende der Dokumentation werden einige Tiere, etwa ein Vogel, durch live-acting dargestellt.

## Handlung
Dinosaurier erobern die Welt besteht aus 2 Episoden, von denen jeweils eine Episode mehrere Zeitabschnitte behandelt. Die erste Episode behandelt die späte Trias, den frühen sowie den späten Jura, während die zweite Episode die frühe und späte Oberkreide behandelt. Jedes einzelne Segment spielt an einem anderen Ort innerhalb der USA (New York City, Pennsylvania, Salt Lake City, New Mexico und South Dakota).

### Segment 1: Späte Trias, New York City
In diesem Segment folgt die Dokumentation einem jungen Coelophysis auf der Jagd. Noch sind die Dinosaurier nicht die dominanten Lebewesen, doch es zeigen sich bereits die Vorzüge, welche sie gegenüber den anderen Reptilien ihrer Zeit haben: Beispielsweise sind sie in der Lage, aufrecht zu laufen, und wesentlich flinker. Allerdings sind sie noch relativ klein und müssen sich vor großen Raubtieren, wie dem Rutiodon, in Acht nehmen. Auch die Jagd erweist sich für den Coelophysis als schwierig: Das kleine Reptil Icarosaurus gleitet seinen Feinden beispielsweise einfach davon. Die großen Pflanzenfresser sind für den Coelophysis ebenfalls keine leichte Beute. Ein Desmatosuchus verteidigt sich mit seiner dicken Panzerung gegen den Coelophysis, welcher seinen Hunger an einem frühen Säugetier stillt.
- Coelophysis
- Desmatosuchus
- Cynodont
- Icarosaurus
- Rutiodon
- Säugetier

### Segment 2: Früher Jura, Pennsylvania
Im frühen Jura existieren die meisten anderen großen Reptilienarten nicht mehr. Nun sind die Dinosaurier die dominanten Lebewesen auf dem Land. Es existieren noch recht kleine Raubsaurier, etwa Coelophysis kayentakatae, welcher im Rudel versucht, einen Anchisaurus zu erbeuten. Allerdings haben sich schon größere Raubsaurier entwickelt, wie beispielsweise der Dilophosaurus. Er ist das dominante Raubtier des Ökosystems. Ein erwachsenes Tier sowie ein Jungtier ernähren sich vom Kadaver des Anchisaurus. Als ein Rivale auftaucht, wird dieser vertrieben. Es wird behauptet, dass sich aus Dilophosaurus wesentlich kräftigere Raubtiere, wie Ceratosaurus, entwickeln würden.
- Coelophysis kayentakatae
- Anchisaurus
- Dilophosaurus

### Segment 3: Später Jura, Salt Lake City, Utah
Eine Dürre herrscht im Oberjura in dem Gebiet, aus dem einmal Salt Lake City in Utah werden wird. Es wird eine kleine Dryosaurus-Familie vorgestellt, deren jüngster Spross von einem Ceratosaurus gejagt und getötet wird. Die Mutter und ihr verbliebenes Junges finden Schutz neben einer Herde Camarasaurier, großer Sauropoden. Sie kauen ihre Nahrung nicht wie etwa heutige Säugetiere. Außerdem zeigt die Dokumentation ein Stegosaurus- Männchen, welches versucht, ein Weibchen dazu zu bringen, sich mit ihm zu paaren. Der Ceratosaurus versucht die beiden anzugreifen, wird von dem Männchen jedoch abgewehrt. Als die Regenzeit einsetzt, erreicht eine Herde Apatosaurier das Wasserloch. Doch nicht nur sie treffen ein: Ein fleischfressender Allosaurus folgt der Herde. Er erbeutet einen Ceratosaurus. Nach der kurzen Regenzeit zieht die Apatosaurus-Herde weiter, doch ein Tier verunglückt im Wald und kann nicht mehr aufstehen. Es wird daraufhin von einem Rudel Allosaurier angegriffen und verspeist.
- Dryosaurus
- Ceratosaurus
- Stegosaurus
- Camarasaurus
- Apatosaurus
- Allosaurus

### Segment 4: Frühe Oberkreide, Alburquerque, New Mexico
In den feuchtwarmen Wäldern New Mexicos leben vor 90 Mio. Jahren verschiedene Dinosaurier: Beispielsweise existieren dort Vertreter der Ceratopsia mit Zuniceratops, aber auch seltene Exemplare, wie Nothronychus, ein Vertreter der Therizinosauria. Beide haben aus Asien stammende Vorfahren. Es gibt jedoch auch gefährliche Raubtiere: Eine Neuerscheinung sind die Raptoren (Mitglieder der Familie Dromaeosauridae), welche meist im Rudel jagen. Sie sind auch deshalb so erfolgreiche Jäger, weil sie ziemlich intelligent sind. Im Frühling kämpft ein junges Männchen um die Herrschaft in der Zuniceratops-Herde und verletzt das alte Alpha-Männchen. Die Raptoren nutzen die Gelegenheit und greifen die Herde an. Obwohl das alte Männchen gerettet wird, ist es sehr angeschlagen. Anschließend werden in der Episode kleine Vertreter der Coelurosauria gezeigt, die eine neue, kleine, flinke Gruppe von Raubsauriern darstellen. Als ein Gewitter losbricht, flüchtet die Zuniceratops-Herde und überlässt ihr ehemaliges Alphatier den Raptoren, die es nun töten und verspeisen. Währenddessen entzündet ein Blitz einen Waldbrand, in welchem viele Tiere, einschließlich der Raptoren, umkommen.
- Suskityrannus (als  „Coelurosaurier“ beschrieben)
- Zuniceratops
- Nothronychus
- Dromaeosaurid

### Segment 5: Späte Oberkreide, Mount Rushmore, South Dakota
Am Ende der Kreidezeit herrscht ein feuchtwarmes Klima in Nordamerika. Es wird gesagt, dass sich aus dem kleineren Zuniceratops der größere Triceratops entwickelt hat. Auch weitere Dinosauriergruppen, etwa die Hadrosauridae, haben mit Edmontosaurus annectens ihre größten Vertreter hervorgebracht. Aber auch die Fleischfresser sind zu gefährlichen Tieren herangewachsen. Wir sehen einen jungen Tyrannosaurus rex, der die Triceratops-Herde angreift. Als er scheitert, jagt er einen Quetzalcoatlus, der an einem Triceratops-Kadaver frisst, jedoch noch schnell genug entkommen kann. Nachts trifft das Jungtier wieder bei seiner Familie ein. Am nächsten Tag jagt die Familie gemeinsam erfolgreich einen Edmontosaurus annectens. Dann schlägt der Meteorit ein und verwüstet South Dakota, wobei auch die Familie zu Tode kommt. Nach dem Tod der meisten Dinosaurier wird erläutert, dass ausschließlich die Vögel als echte Dinosaurier überlebt haben. Dann werden die Säugetiere als Begründer einer neuen Dynastie vorgestellt.
- Tyrannosaurus
- Triceratops
- Ornithomimus (unidentifiziert)
- Quetzalcoatlus
- Edmontosaurus annectens

## Rezeption
Die Dokumentation wurde überwiegend positiv aufgenommen: So erhielt sie auf der Internet Movie Database 7,6 von 10 möglichen Sternen. Auf amazon.de wird die Dokumentation mit 4,4 von 5 Sternen bewertet. Tom Shales von der Washington Post betonte, dass Dinosaurier erobern die Welt „höchst unterhaltsam“ gewesen sei.

## Weiterführende Informationen
Weblinks
- Dinosaurier erobern die Welt auf der Internet Movie Database (Englisch)
- Dinosaurier erobern die Welt auf amazon.de (Englisch)

Belege
1. ↑  When Dinosaurs Roamed America (TV Movie 2001) – IMDb. Abgerufen am 17. Januar 2021.
2. ↑  When Dinosaurs Roamed America, TV. Abgerufen am 17. Januar 2021 (englisch).
3. ↑  imfernsehen GmbH & Co KG: Dinosaurier erobern die Welt. Abgerufen am 17. Januar 2021.
4. ↑  When Dinosaurs Roamed America (TV Movie 2001) – IMDb. Abgerufen am 17. Januar 2021.
5. ↑  Pierre de Lespinois: When Dinosaurs Roamed America. Discovery Channel,  Evergreen Films, 1. Januar 2001, abgerufen am 17. Januar 2021.
6. ↑  When Dinosaurs Roamed America. Abgerufen am 17. Januar 2021.
7. ↑  Tom Shales: 'When Dinosaurs Roamed America': Hugely Entertaining. In: Washington Post. 14. Juli 2001, ISSN 0190-8286 (washingtonpost.com [abgerufen am 17. Januar 2021]).